# 生产资料所有制的社会主义改造

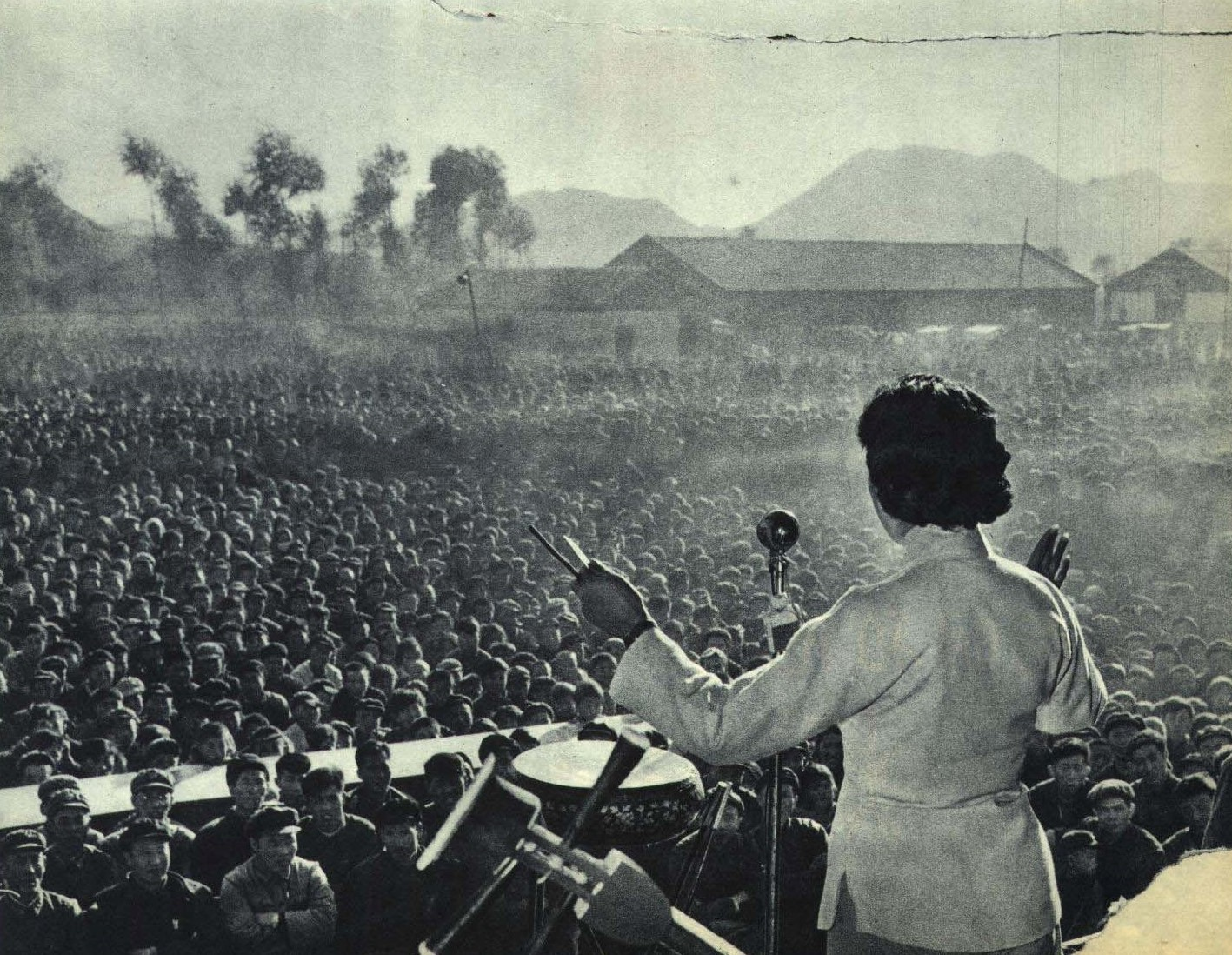
河北遵化西铺村的建明社在庆祝集体化十周年，1962年

生产资料所有制的社会主义改造，或称生产资料私有制的社会主义改造，指中华人民共和国於1953年至1956年包括在过渡时期总路线的对生产资料所有制进行的逐步改造，主要包括农业的社会主义改造、手工业的社会主义改造、资本主义工商业的社会主义改造，合称为「三大改造」，其目的是改变生产关系為社会主义服務。
1956年底三大改造基本完成，社会主义制度（经济方面）在中国基本建立。由此开始至今被认为是中国的社会主义初级阶段，1981年邓小平在《关于建国以来党的若干历史问题的决议》第一次明确提出，并总结为邓小平理论的重要组成部分。

## 過程
农业的社会主义改造又叫“农业合作化运动”，仿照苏联建立合作社。从1951年12月开始，中共中央颁发了一系列的决议，规定了中国的农业社会主义改造的路线、方针和政策。農業合作化運動大體分為三個階段：第一階段是1949年10月至1953年，以辦「互助组」為主，同時試辦初級形式的農業合作社；第二階段是1954年至1955年上半年，在全中國普遍建立和發展「初级社」；1955年中，中共黨內對於推動合作化的速度應該減緩還是加速出現分歧，最後實行了毛澤東加速推動的政策；第三個階段是1955年下半年至1956年底，也是推動農業合作化最快的時期。到1956年底，农业社会主义改造在经历了「互助组」、「初级社」、「高级社」三阶段后基本完成，全国加入合作社的农户达96.3％。
手工业的社会主义改造从1953年11月开始至1956年底结束，全国90％以上的手工业者加入了合作社。
资本主义工商业的社会主义改造，从1954年至1956年底全面进行。中共对之采取了“和平赎买”的政策，通过国家资本主义形式，逐步将其改造成社会主义公有制企业，而且“将所有制改造与人的改造相结合，努力使剥削者成为自食其力的劳动者”。「和平赎买」以全行业公私合营为界，经历了从「四马分肥」到「定期定息」的階段。在全行业公私合营以前，将私营企业所得利润按照“国家所得税金、企业公积金、职工福利奖金、资方的股息红利”进行分配，其中“资方的股息红利”在整个利润中占1/4左右。在全行业公私合营以后，赎买采取定期定息制度，即在一定时期内，由国家经过专业公司支付资本家以一定的利息，均为年息五厘；个别需要提高息率的企业，可以超过五厘；已经采取定息办法的公私合营企业，如果年息不到五厘，要提高到五厘；息率已超过五厘的，不予降低。

## 反抗
1955年起，中国大陆各地开始出现农民和手工业者要求“退社”（退出农业或手工业合作社），仅广东省退社农户已达7万余户、已经垮掉的社有102个、正在闹退社的还有12.7万余户。1956-1957年，退社运动达到高峰、规模极大，比如辽宁省凤城、昌图等9县的不完全统计，闹退社的有1万余户、已退社的有4000余户，而江苏省有闹退社现象的合作社，新沂县占43%、铜山县郑集区为50%、沭阳县为57.5%。其中，“统购统销”、“合作化”等政策是农民不满的直接原因——一是高级社没有实现让入社农民增加收入的承诺、相反许多地区减少了收入；二是农民失去了传统的自由，既不能向外流动，搞副业也受到限制；三是干部滥用权力、独断专行，包括任意处分社员甚至随意捆绑吊打社员，等等。

## 評價
多數中西學者認為：農業合作化削弱了農民的生產動力；農村官僚管理與非市場方法扭曲了資源分配，抑制了生產力的提高；追求糧食自給自足阻礙了農村走向分工與互相交換。最重要的是，農業在全國的投資中比重偏低。
林毅夫以博弈論分析，認為農業合作化於1958年秋從自願變成強制，原先的重複博弈變成單次博弈，造成三年困難時期的農業產量下降。